# Falkirk FC
A Falkirk Football Club egy 1876-ban alapított skót labdarúgócsapat. Központja Falkirkben található és a Scottish Premier League-ben szerepel. Hazai meccseit a 9120 férőhelyes Falkirk Stadionban játssza.

## Sikerek
- A másodosztály bajnoka: 1935–36, 1969–70, 1974–75, 1990–91, 1993–94, 2002–03, 2004–05
- A harmadosztály bajnoka: 1979–80
- Skót Kupa-győztes: 1912–13, 1956–57
- Scottish Challenge Cup-győztes: 1993–94, 1997–98, 2004–05

## Jelenlegi keret
Utoljára frissítve: 2009. december 27.
| #  |                | Poszt | Név             |
| -- | -------------- | ----- | --------------- |
| 1  | Ausztria       | K     | Robert Olejnik  |
| 2  | Skócia         | V     | Darren Barr     |
| 3  | Skócia         | V     | Thomas Scobbie  |
| 4  | Skócia         | V     | Marc Twaddle    |
| 5  | Skócia         | V     | Jackie McNamara |
| 6  | Észak-Írország | V     | Brian McLean    |
| 8  | Skócia         | KP    | Burton O'Brien  |
| 9  | Anglia         | CS    | Carl Finnigan   |
| 10 | Skócia         | KP    | Scott Arfield   |
| 11 | Skócia         | KP    | Ryan Flynn      |
| 12 | Skócia         | CS    | Mark Stewart    |
| 14 | Skócia         | V     | Chris Mitchell  |
| 15 | Skócia         | CS    | Kevin Moffat    |

| #  |            | Poszt | Név                                            |
| -- | ---------- | ----- | ---------------------------------------------- |
| 16 | Skócia     | CS    | Dayne Robertson                                |
| 17 | Skócia     | K     | Jamie Barclay                                  |
| 18 | Skócia     | V     | Brian Allison                                  |
| 19 | Skócia     | KP    | Sean Lynch                                     |
| 21 | Skócia     | CS    | Alex MacDonald                                 |
| 22 | Szlovénia  | CS    | Danijel Marčeta (kölcsönben az FK Partizantól) |
| 23 | Portugália | KP    | Vitor Lima                                     |
| 29 | Kanada     | K     | Josh Wagenaar                                  |
| 31 | Skócia     | V     | Michael Andrews                                |
| 35 | Skócia     | KP    | Stewart Murdoch                                |
| 36 | Skócia     | CS    | Paul Sludden                                   |
| 38 | Skócia     | KP    | Craig McLeish                                  |
| 39 | Skócia     | V     | Kieran Stallard                                |

## Válogatott játékosok
| Név              | Ország             | Falkirk-játékosként teljesített válogatott meccsek |
| ---------------- | ------------------ | -------------------------------------------------- |
| Alex Parker      | Skócia             | 14                                                 |
| Russell Latapy   | Trinidad és Tobago | 14                                                 |
| Brent Rahim      | Trinidad és Tobago | 10                                                 |
| Densill Theobald | Trinidad és Tobago | 7                                                  |
| Sammy Wilson     | Észak-Írország     | 6                                                  |
| Joe Gowdy        | Észak-Írország     | 4                                                  |
| John White       | Skócia             | 4                                                  |
| Collin Samuel    | Trinidad és Tobago | 4                                                  |
| James Croal      | Skócia             | 3                                                  |
| Patsy Gallacher  | Írország           | 2                                                  |
| Robert Campbell  | Skócia             | 2                                                  |

## Külső hivatkozások
- A Falkirk hivatalos honlapja Archiválva 2007. június 12-i dátummal a Wayback Machine-ben